# FISA
Международная федерация автоспорта (фр. Fédération Internationale du Sport Automobile, сокр. FISA) —  спортивная федерация, которая руководила автомобильными гонками, в частности «Формулой-1».
История организации началась в 1922 году, когда Международная автомобильная федерация (FIA) делегировала организацию автомобильных гонок Международной спортивной комиссии (Commission Sportive Internationale, сокр. CSI). Комиссия просуществовала до 1978 года, когда Жан-Мари Балестр принял бразды правления и переименовал организацию в FISA. Реструктуризация FIA в 1993 году привела к исчезновению FISA, в результате чего автогонки перешли под прямое управление FIA.

## Руководители
| Президент                                     | Годы правления | Страна         |
| --------------------------------------------- | -------------- | -------------- |
| Commission Sportive Internationale            |                |                |
| Рене де Книфф                                 | 1922—1946      | Франция        |
| Augustin Perouse                              | 1946—1961      | Франция        |
| Maurice Baumgartner                           | 1961—1970      | Швейцария      |
| Пауль Альфонс фон Меттерних-Виннебург         | 1970—1976      | Германия       |
| Пьер Южо                                      | 1976—1978      | Бельгия        |
| Fédération Internationale du Sport Automobile |                |                |
| Жан-Мари Балестр                              | 1978—1991      | Франция        |
| Макс Мосли                                    | 1991—1993      | Великобритания |

Вице-президентом FISA с 1978 по 1982 год являлся председатель Федерации автомобильного спорта СССР, ректор Московского автодорожного института (МАДИ, ныне Московский автомобильно-дорожный государственный технический университет) — Леонид Афанасьев.